# Tovshuur

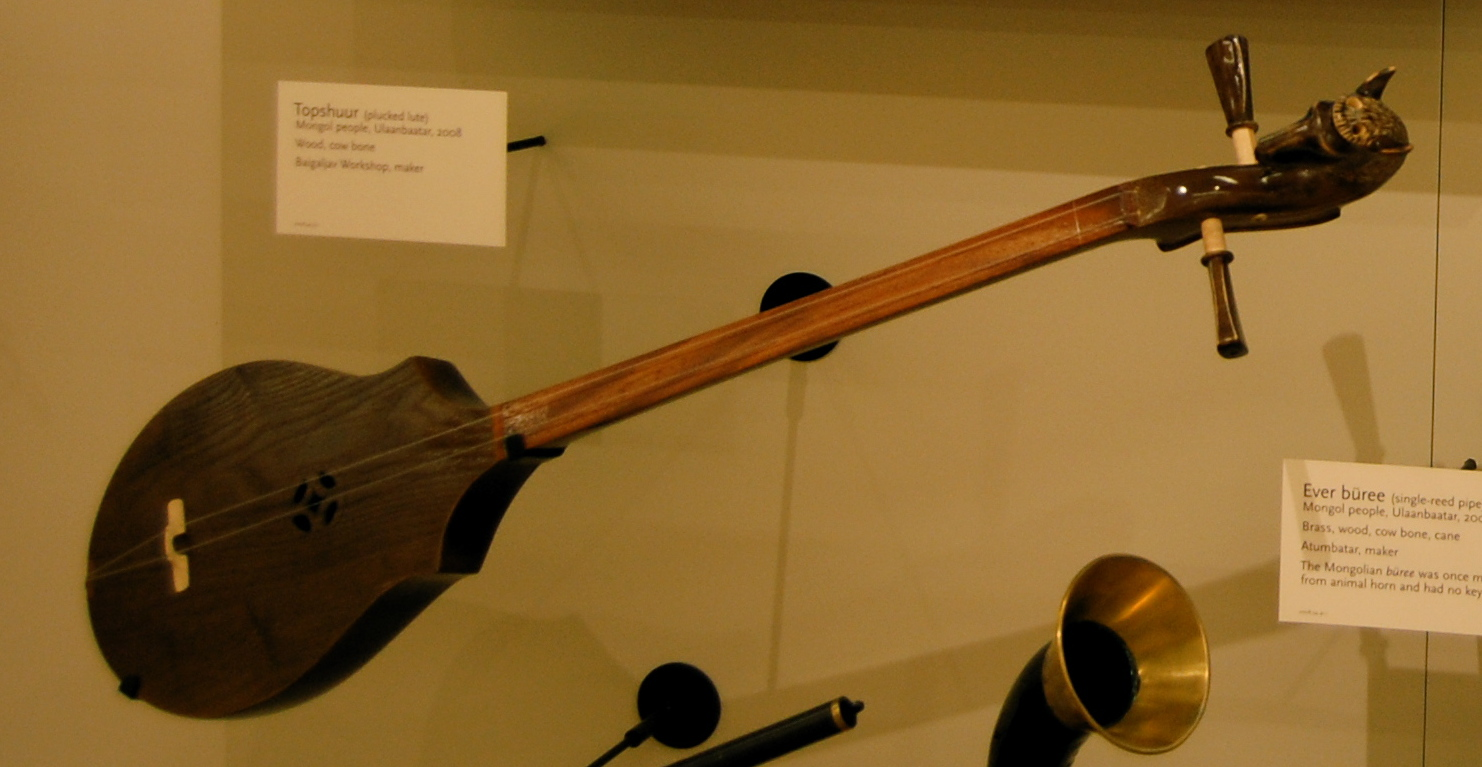
Tovshuur mongol

Le tobshuur ou tovshuur (mongol : ᠲᠣᠪᠰᠢᠭᠤᠷ, VPMC : tobshuur, cyrillique : товшуур, MNS : tovshuur) est un luth à deux cordes de la musique mongole joué par les tribus des environs de l'ouest de la Mongolie, comme les Altai Uriankhais, les Altais et les Touvains.
L'extrémité supérieure du manche est souvent ornée d'une tête de cygne. Le tovshuur est proche de l'igil touvain (également appelé ikh ill en mongol).

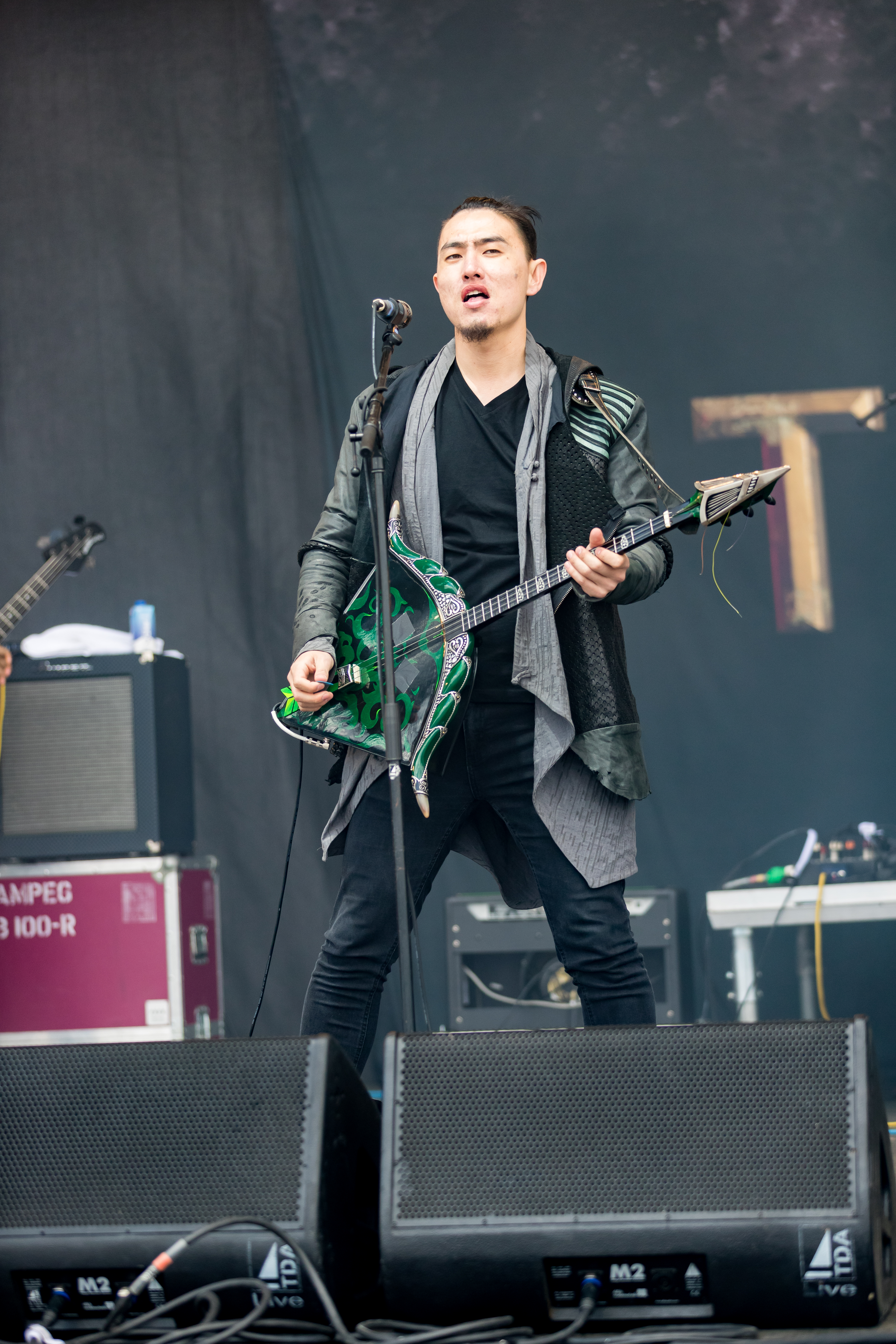
N.Temuulen jouant du tovshuur dans le groupe The Hu.